# Haplotip
Un haplotip és una combinació d'un al·lel d'un locus amb un al·lel d'un locus diferent (en general pròxims en el cromosoma), en què la recombinació genètica és molt baixa o nul·la (com ara en els bacteris o els mitocondris, o les regions no-homòlogues dels cromosomes sexuals.
Els haplotips resten variabilitat genètica respecte dels organismes diploides, puix que la recombinació homòloga de cromosomes rarament es produeix en cromosomes no-homòlegs.
La distància física entre dos gens pot variar segons els haplotips, perquè es veuen afectats pels transposons i altres elements genètics mòbils i virus.
Les combinacions haplotípiques si estan en desequilibri de lligament caracteritzen de més bona manera les poblacions que les freqüències al·lèliques.